# Palazzo San Luigi

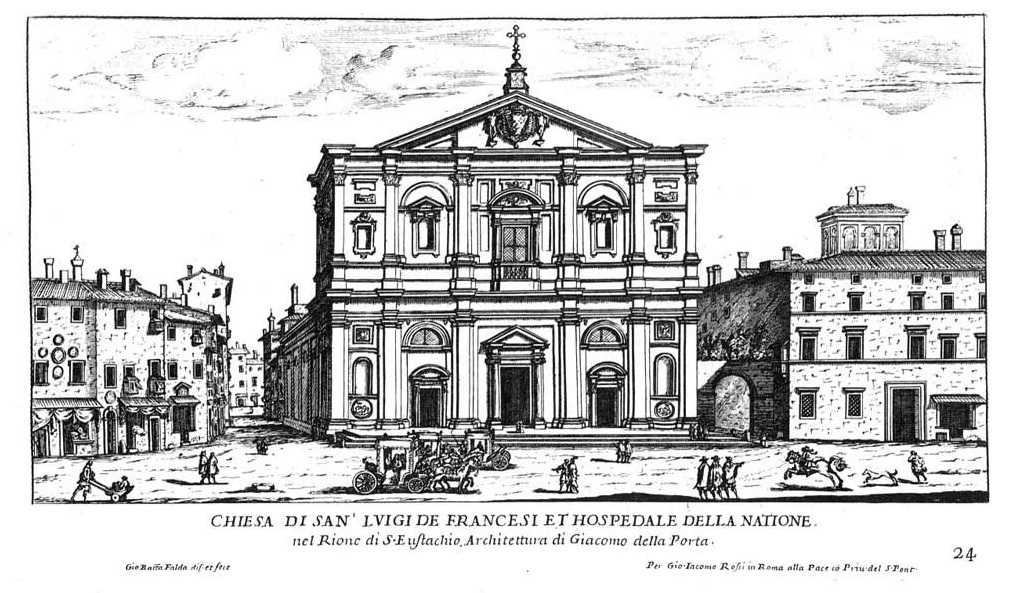
Vista da igreja de San Luigi dei Francesi numa gravura de Giovanni Battista Falda (década de 1660). Ao lado está o antigo Ospizio di San Luigi, um dos palácios que compõem o complexo.

Palazzo San Luigi ou Palazzo di San Luigi dei Francesi, antigo Ospizio di San Luigi dei Francesi, é um palácio composto por vários edifícios de diferentes períodos. O complexo é delimitado pela Via di Santa Giovanna d'Arco, onde está a entrada principal, pela Piazza di San Luigi dei Francesi, o Corso del Rinascimento e a Piazza Madama, no rione Sant'Eustachio de Roma.

## História
À direita da igreja de San Luigi dei Francesi está o Palazzo San Luigi, construído entre 1709 e 1716 com base num projeto de Matteo Sassi e Carlo Francesco Bizzaccheri para acolher a comunidade religiosa do Reino da França e aos peregrinos franceses sem recursos financeiros. Ainda hoje o edifício abriga escritórios da comunidade francesa em Roma.

## Descrição
Sua entrada principal fica na Via Santa Giovanna d'Arco e é marcada por um majestoso portal encimado por uma varanda com uma grande janela enquadrada por duas colunas jônicas e marcada por um tímpano arqueado no centro do qual está o brasão e a coroa real da França. Coroas e flores-de-lis francesas também decoram os tímpanos das demais janelas. Antigamente havia uma pequena praça em frente (Piazza del Pinaco), o que permitia que ele fosse admirado com mais facilidade. A fachada na Piazza Madama foi completamente transformada por Luca Carimini por ocasião das obras de reestruturação do edifício realizadas entre 1882 e 1888. Em 1933, uma parte do palácio foi demolida para para permitir a abertura do Corso del Rinascimento.
A fachada nesta última via tem aberturas comerciais no piso térreo em arco rebaixado e mais dois pequenos portais, todos decorados com flores-de-lis. Um destes portais é marcado por uma inscrição de 1627 relativa ao pontificado do papa Urbano VIII e ao reino de Luís XIII e com um pequeno nicho logo acima: ali era a entrada do antigo Ospizio ("hospedaria"), construído, como revela a inscrição, pela "Congregação da Cúria de San Luigi" e restaurado por Girolamo de Cothereau e Tommaso Vibo. 
No interior do palácio está um pequeno pátio em cujo pórtico está um busto de Cristo oriundo da demolida igreja de San Salvatore in Thermis e que, segundo a tradição, tem as feições de um filho de Vannozza Cattanei, a famosa amante do papa Alexandre VI Bórgia, provavelmente Cesare Borgia. Ali também estão relevos e inscrições de outras igrejas francesas demolidas, como Santa Maria della Purificazione in Banchi e San Dionisio alle Quattro Fontane (San Dionigi Areopagita), e do pátio interno de Sant'Ivo dei Bretoni.